# Hawker Hornbill
El Hawker Hornbill fue el último avión militar de Hawker diseñado bajo la dirección de W.G. Carter. El diseño se inició en 1925 y el primer vuelo tuvo lugar en julio del mismo año. El Hornbill no entró en servicio con la Real Fuerza Aérea debido a problemas con su motor y con su radiador. Sólo se construyó un avión.

## Diseño

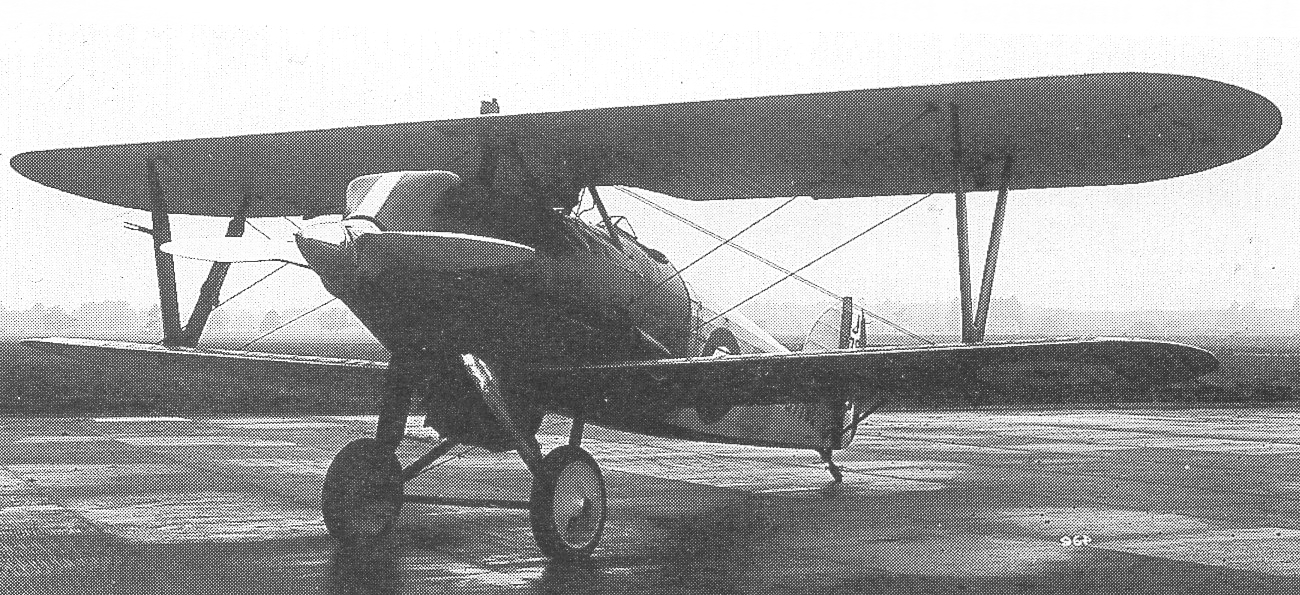
El único Hornbill, J7782, a finales de 1926, con hélice metálica.

El Hornbill tenía una construcción mixta de materiales, con un soporte de motor de acero y un fuselaje delantero recubierto con láminas de duraluminio. El fuselaje trasero estaba fabricado con una estructura de madera recubierta de tela. Las alas también eran de madera y tela. El motor era un Rolls-Royce Condor IV  de 520 kW (698 hp) que movía una hélice de madera de paso fino.
El avión era muy rápido pero carecía de estabilidad y control. A 241 km/h no se podían realizar giros pronunciados sin aplicar el timón a fondo. Durante las pruebas de vuelo se produjo un sobrecalentamiento del motor. El único radiador montado centralmente fue reemplazado por dos radiadores montados en las alas interiores inferiores, pero el problema no se solucionó por completo. El pequeño tamaño de la cabina restringía los movimientos del piloto.

## Especificaciones (Hornbill)
Referencia datos: The British Fighter since 1912

### Características generales
- Tripulación: Uno (piloto)
- Longitud: 8,1 m (26,6 ft)
- Envergadura: 9,5 m (31 ft)
- Altura: 3 m (9,7 ft)
- Superficie alar: 29,5 m² (317,5 ft²)
- Peso vacío: 1349 kg (2973,2 lb)
- Peso cargado: 1710 kg (3768,8 lb)
- Peso máximo al despegue: 1724 kg (3799,7 lb) (sobrecargado)
- Planta motriz: 1× motor lineal V12 refrigerado por agua Rolls-Royce Condor IV.
  - Potencia: 520 kW (717 HP; 707 CV)
- Hélices: Bipala de madera

### Rendimiento
- Velocidad máxima operativa (Vno): 301 km/h (187 MPH; 163 kt) a nivel del mar
- Alcance: 320 km (173 nmi; 199 mi)
- Techo de vuelo: 6900 m (22 638 ft)
- Tiempo a altitud: 6 min 30 s para 300o m (10 000 pies)

### Armamento
- Ametralladoras: 

  - 1x Vickers de 7,7 mm frontal fija